# Conséquences de la pandémie de Covid-19 sur la science et la technologie au Québec
Pour des articles plus généraux, voir Conséquences de la pandémie de Covid-19 et Pandémie de Covid-19 au Québec.
Pour les articles homonymes, voir Covi (homonymie).
Cet article relate les conséquences de la pandémie de Covid-19 sur la science et la technologie au Québec.

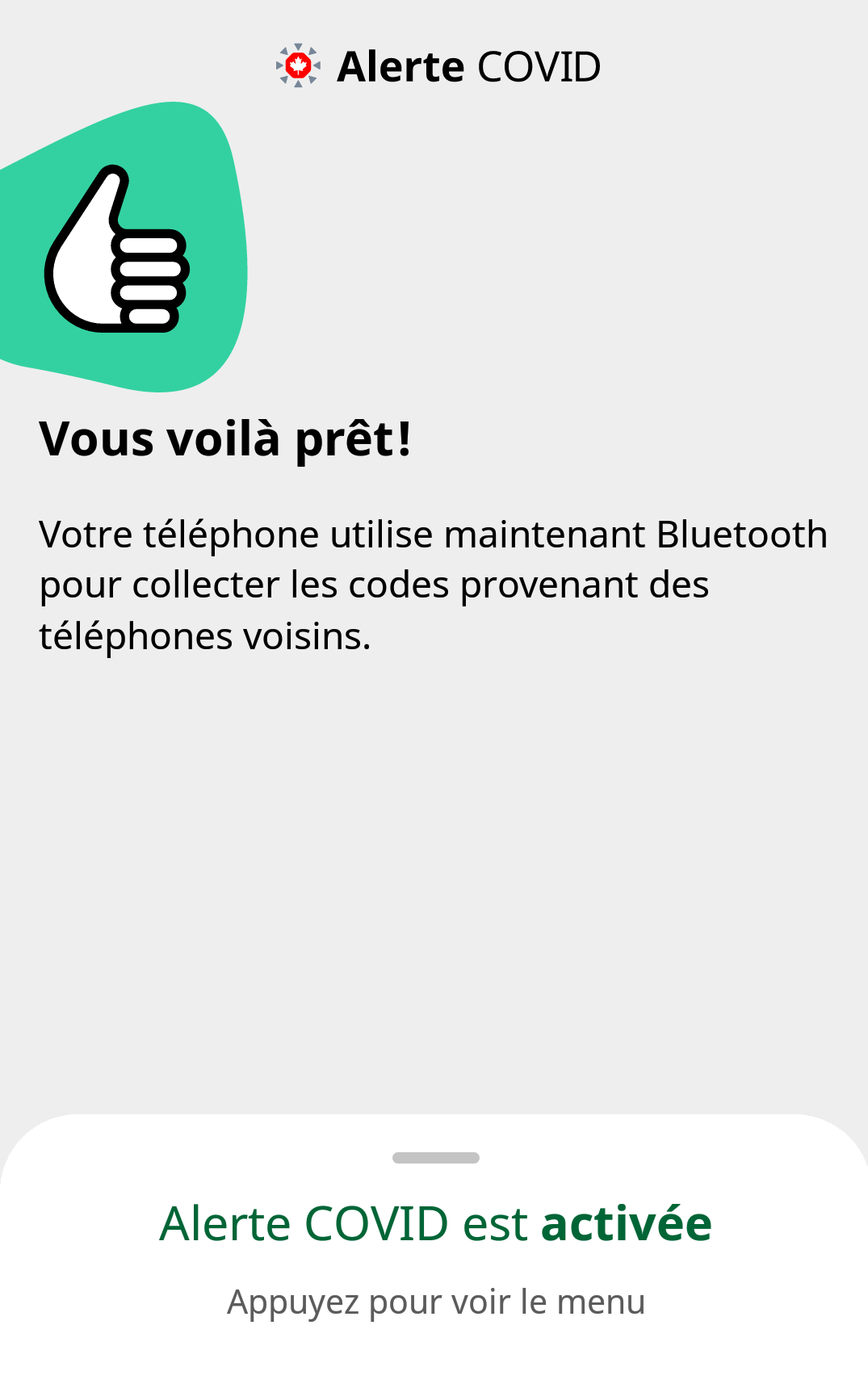
Application « Alerte COVID » du gouvernement du Canada - Vous voilà prêt!

La science québécoise semble suivre la vague mondiale de diffusion électronique des données sur la maladie, alors que la communauté scientifique semble avoir adopté une vision de tou-te-s contre l'ennemi,,. Cependant, une étude de la London School of Economics semble montrer que cette volonté d'ouverture des données ne s'est pas concrétisée.

## Recherche de vaccin
Au Québec, les efforts de modélisation sont réalisées par la Direction générale de la santé publique, avec l'aide de chercheurs des universités Laval, McGill et de Montréal (p. 49). 
Des entreprises comme Medicago et des chercheurs d'universités du Québec, comme Denis Leclerc de l'Université Laval,  participent à la Coalition pour les innovations en matière de préparation aux épidémies, qui joue un rôle clé dans la coordination de la recherche d'un vaccin contre la Covid-19. Le 14 juillet, Medicago est la première entreprise québécoise à atteindre l'essai phase 1, en débutant des essais cliniques sur des humains. La société espère lancer dès février 2021 les essais cliniques de phase 3. Ces efforts sont abandonnés en février 2023 à la suite du rejet du vaccin par l'Organisation mondiale de la santé, en raison de ses liens avec l'industrie du tabac.
L'Université de Montréal et Héma-Québec participeront à une étude internationale sur un traitement expérimental qui consiste à injecter des anticorps de patients guéris de la Covid-19 à ceux qui sont encore infectés.

## Journalisme scientifique
Des journalistes scientifiques de la Coopérative nationale de l'information indépendante, de Québec Science et du Centre Déclic ont répondu à plus de 100 questions au sujet de la Covid-19 dans une rubrique intitulée « Vos questions sur la COVID-19 ». Cette initiative financée par le scientifique en chef du Québec et du Facebook Journalism Project s'est terminée le 26 mai, notamment en raison de la diminution du nombre de questions envoyées, et de la fatigue des journalistes.
Le magazine Québec Science continue par la suite la publication d'articles scientifiques couvrant la Covid-19, l'édition de juin 2020 étant même consacrée à cette maladie.

## Matériel
Des organisations indirectement liées à la santé participent à l'effort de lutte contre la Covid-19 en participant à la fabrication et à l'expérimentation de matériel protecteur (masques, visières, écrans de plexiglas, blouses médicales, boîtiers pour l'intubation des patients, etc.), sanitaire (désinfectants, stations portatives d'hygiène des mains, dispositifs d'ouverture de portes sans utiliser les mains, matériaux antimicrobiens (en), etc.) ou médical (respirateurs).

## Applications

### VaxiCode / VaxiCode Vérif (passeport vaccinal)

Logo de l'application VaxiCode

À la fin du mois d’août 2021, le gouvernement du Québec lance une application nommée VaxiCode, qui permet aux citoyens québécois de gérer plus facilement leur preuve vaccinale à partir d'un téléphone intelligent. La version Apple de l'application, officiellement disponible à partir du 25 août 2021, atteint rapidement la première place du palmarès du magasin d'applications de l'entreprise. Deux jours après le lancement de VaxiCode, un informaticien anonyme dévoile aux médias être parvenu à l'utiliser pour forger de fausses preuves vaccinales en quelques heures, ce qui révélerait, selon les experts, l'incapacité du gouvernement à sécuriser correctement ses systèmes informatiques. Concomitamment, de nombreux pirates informatiques révèlent être parvenus à obtenir facilement, grâce à l'application, les preuves vaccinales de politiciens connus, dont celle du premier ministre François Legault, obtenant ainsi des renseignements personnels pourtant protégés par la loi sur l'accès à l'information.

### Recherche de contacts entre personnes infectées

#### Application Alerte COVID
Afin de retracer les chaînes de contacts entre les personnes au Québec ayant été infectées à la Covid-19, plusieurs initiatives à travers le monde proposent l'utilisation d'applications mobiles dédiées à la Covid-19. Les plateformes de diffusion d'applications Apple Store et Google Play exigent qu'une telle application soit endossée par un gouvernement valide avant de la distribuer.
Le gouvernement du Canada opte pour une application sous code source libre qui n'utilise pas les données de géoréférencement, mise au point par Blackberry et Shopify. L'application Alerte COVID (en) est ainsi lancée en Ontario le 18 juin 2020 dans le cadre d'un projet-pilote. Elle est lancée officiellement au Canada le 31 juillet 2020. Utilisant la technologie Bluetooth afin de recenser les personnes à proximité utilisant également l'outil, l'application permet à une personne infectée par la Covid-19 d'avertir anonymement les autres utilisateurs qui ont été en contact étroit avec cette dernière. Pour ce faire, il faut que l'usager entre une clé unique qui lui est donnée lorsqu'il est testé positif.
Suscitant un conflit de valeurs entre la protection de la vie privée et des données personnelles d'un côté, et la protection de la vie humaine et de la santé de l'autre, l'application amène des débats, et les provinces tardent à l'adopter. 
Le gouvernement du Québec tient des consultations particulières et des auditions publiques sur les applications de traçage à l'Assemblée nationale, du 12 au 14 août 2020. Bien qu'invités, les représentants de l'entreprise Shopify ne s'y présentent pas. Cette absence est critiquée par les membres de la commission, bien que le ministre de la Transformation numérique Éric Caire, ait excusé cette absence sous prétexte qu'il s'agissait de logiciel libre.
Parmi les experts consultés, le professeur Yves Gingras souligne que l'efficacité d'une telle application contre la lutte à la Covid-19 n'a pas été prouvée, et qu'elle requiert une forte participation de la population, de l'ordre de 40 à 50 %, pour obtenir les résultats escomptés. Quant à lui, Yoshua Bengio, fondateur de l’Institut québécois d’intelligence artificielle (Mila), estime que l'application peut sauver des vies, tout en reconnaissant que « Le faible taux actuel de contaminations ne permet pas d’évaluer sa réelle efficacité. » La présidente de la Commission d'accès à l'information, Diane Poitras, explique que le cadre juridique du Québec n'est pas adapté à ce genre d'applications, notamment pour les questions de respect de la vie privée. Il faudrait donc préalablement adopter de nouvelles lois avant d'aller de l'avant. À la suite de cette commission parlementaire, les députés du Québec de tous les partis politiques, y compris ceux de la CAQ au pouvoir, accueillent froidement la proposition d'offrir une application de recherche de contacts au Québec.
Le 25 août 2020, le gouvernement du Québec annonce qu'il n'y aura pas d'application de suivi des contacts pour l'instant, mais aimerait en avoir une à sa disposition dans le cas d'une deuxième vague.
Le 5 octobre 2020, le gouvernement du Québec donne son approbation pour l'utilisation d'Alerte COVID. Un mois plus tard, le ministre Caire indique que seuls 4 % des cas positifs déclaré au mois de novembre ont installé l'application, soit 1 200 des 32 600 cas positifs. En janvier 2022, on estime que, bien que présente sur 23 % des téléphones intelligents du Canada, seuls 2,7 % des cas de Covid-19 sont rapportés à l'application. L'application connaît un léger gain de popularité avec l'arrivée du variant Omicron.
L'application est abandonnée par le gouvernement fédéral en juin 2022, en raison de sa faible popularité et du déploiement massif des tests de dépistage rapide .

#### COVI
Au printemps 2020, l'Institut québécois d’intelligence artificielle (Mila) a des discussions avec le gouvernement du Québec, la ville de Montréal et le gouvernement fédéral. En mai 2020, MILA propose, dans un livre blanc, en anglais et en français d'une soixantaine de pages, le développement d'une application, dont l'installation serait sur une base volontaire, et qui rendrait possible la recherche de contacts en utilisant, notamment, la capacité de géoréférencement des téléphones. En plus des critiques générales engendrées par les applications de trançage, la gouvernance de la future application est critiquée car les données recueillies ne seraient pas gérées par le gouvernement, mais par une structure privée sous la forme d'un organisme sans but lucratif dont la gouvernance est peu claire.
Malgré tout, Mila lance l'application COVI,. Celle-ci recueille des informations sur les utilisateurs afin de calculer la probabilité d'être infecté par le coronavirus. N'étant pas endossée par le gouvernement du Canada, du Québec ou de la Ville de Montréal, Mila indique qu'elle cesse le développement de COVI au début de mois de juin.